# ハリスの旋風
『ハリスの旋風』（ハリスのかぜ）は、『週刊少年マガジン』1965年16号から1967年47号まで連載されたちばてつやの漫画作品、およびそれを原作とするテレビアニメである。タイトルは、カネボウハリス（現・クラシエ）のスポンサードによって同社から社名使用を承認されたことに由来する。
漫画評論家の夏目房之介は、この漫画の原型は関谷ひさしの『ストップ!にいちゃん』（『少年』で1962年 - 1968年に連載）である、と語っている。

## ストーリー
主人公・石田国松は、屋台のラーメン屋を営む石田家の長男。かつて一家は静岡でラーメン屋を営んでいたが、国松が札付きの乱暴者で、これまで多くの学校を退学になり、一家も住んでいられなくなったために東京に引っ越してきた。
上京した国松は、ある日名門ハリス学園に勤める教員・岩波剛三とトラブルになり、なんと岩波をノックアウトしてしまう。この様子を見ていた学園長はその運動神経に着目し、良さを伸ばしながら矯正しようと入学を勧める。これに国松は最初は逆らうものの、不思議な力を持った園長の言うがままに入学し、岩波の担任するクラスに編入する。なお、岩波とのトラブルは最初から園長の想定内であった。
転校後、国松は早くも同級生の剣道部員・横地伊三郎や不良の伊野久弥と喧嘩になる。その暴れっぷりに着目した運動部がこぞって勧誘に来るが、国松が出した入部の条件は「弁当を差し出すこと」だった。また、隣の席の朝井葉子とは喧嘩友達になる。しかし、その横地が剣道部員から制裁を受けたことで義憤を感じ、単身乗り込んで敵を討つ。
その後は持ち前の運動神経を活かして野球部、剣道部、ボクシング部、そしてサッカー部で活躍し、どの部も大会で優勝させてしまう。どの部でも最初はトラブルを起こすが、何故かどの部の幹部も国松に惹かれていく。
サッカー部在籍時、ハリス学園の理事長であるカスタード・プリンとふとしたことでトラブルになり、サッカー部は解散命令、国松は退学処分を受ける。しかし、全校生徒の嘆願や国松の身を挺しての直談判などでサッカー部の解散は取り消しとなり、国松もその後暫くして許される。サッカーの全国大会に出場したハリス学園は、決勝戦で宿敵・三和田学院を下して優勝。プリン理事長に見込まれた国松は、アメリカの本校への留学が決まる。全校生徒の盛大な見送りを受け、羽田から渡米する。

## 登場人物
「声」はアニメ版での担当声優。
石田 国松
声 - 大山のぶ代
主人公。短気で口の悪い傍若無人の暴れん坊だが、弱いものいじめはせず、逆に鼻持ちならない強者に闘志を燃やすという爽やかな性分が共感を呼ぶのか、いつしか学園の人気者になる。不良扱いされるがケンカ好きなだけで、盗みなどの犯罪は一切しない。
あまり背は高くなく、むしろチビ助扱いされる事も多いが、運動神経抜群で喧嘩も大したことない相手なら複数人相手でも叩きのめしてしまう程。
ひょんな事からハリス学園へと転入する。当初は気に入らず問題行動ばかり引き起こすが、やがて得意の身体能力を活かし様々なスポーツクラブの助っ人として奮闘するようになる。
名前は、ちばの初単行本『復讐のせむし男』を発行した日昭館書店社長の石橋国松にちなんで付けられた。
アー坊
声 - 山本嘉子
国松の弟で小学生。兄を反面教師として育ったせいか優等生で成績も良い。
メガネ
声 - 小原乃梨子
国松を慕う少年で、名前通りに眼鏡をかけている。「せんぱァ〜いッス」が口癖。
朝井 葉子（オチャラ）
声 - 松島みのり
ヒロイン。国松のクラスメートで、ハリス学園新聞部の部長。可愛いが気が強く、乱暴な国松も彼女には一目置いている。
父
声 - 西桂太
母
声 - 増山江威子
岩波 剛三
声 - 田中信夫
国松とおチャラのクラスの担任教師。別名「鬼の岩波」で、極めて真面目だが堅物ではない。授業中に居眠りや早弁をしている国松には手を焼いているが、諦めてはいない。番長との喧嘩で国松が退学処分にされそうになった際には彼を弁護したことがある。
園長先生
声 - 若山弦蔵
古谷先生
声 - 寄山弘
石田家かかりつけの医者。
殿山
野球部主将。
吉岡
空手部員。
鬼塚
剣道部主将。
柴原
剣道部員。
佐々木
旧拳闘部主将、新拳闘部員。
小山
新拳闘部主将。
伊野
同級生の野球部員、のちサッカー部員。
サハーラ東郷
サッカー部主将。
横地
同級生の剣道部員。
番長
元剣道部副将。
柳
元剣道部主将の盲目の剣士。
志乃
柳の妹、三和田学院生。
カスタード・プリン
理事長。
二階堂
サッカー部員。
留さん
大工。

## テレビアニメ版

### 概要
1966年5月5日から1967年8月31日までフジテレビ系列局で放送。全70話。モノクロ作品。
放送開始当時の『週刊少年マガジン』には、「普通のTVアニメ1本で使われるセル画は3000枚だが、『ハリスの旋風』第1話では5000枚のセル画が使われた」とのエピソードが紹介されていた。裏番組であったテレビドラマ『悪魔くん』も本作と同様に『マガジン』連載の漫画を原作としていたため、同誌編集部は誌上での両作品の扱いに苦慮したという。
実写スチールの背景にアニメーションのキャラクターを合成するなど、実験的なカットが多用された。
主人公が暴力的なキャラクターであるため、当初は番組への批判が多かったが、高視聴率を維持できた。そのため、制作を担当していたピー・プロダクションは放送延長を望んだが、スポンサーのカネボウハリスが新商品戦略を目論んで次作『ドンキッコ』（原作：石森章太郎）への制作変更を行った。最終回放送当日付の毎日新聞夕刊のラジオ・テレビ欄に掲載された『ドンキッコ』のPR広告には、国松とドンキッコが握手をし、（国松）「ドンキッコ、がんばれよ」、（ドンキッコ）「オーケー！国松兄ちゃん」と会話するイラストが掲載された。
脇役のメガネはアニメで人気を獲得し、その人気が反映する形で原作での出番が増えた。国松役の大山とメガネ役の小原は、後に『ドラえもん』でも長く共演することになる。
1971年には『国松さまのお通りだい』と題してカラーでリメイクされたが、カネボウハリスとのスポンサー契約が期間満了し、更新されなかったために原題は使えなかった。

### スタッフ
- 原作 - ちばてつや
- 脚本 - 藤川桂介、雪室俊一、山崎晴哉、山崎忠昭 他
- 演出 - 進藤善之
- 作画監督 - 布上善夫、稲村孔志、渡辺福男 他
- アニメーション製作 - ピー・プロダクション

### 主題歌
オープニングテーマ「ハリスの旋風」
作詞 - いしいたもつ / 作曲・編曲 - 淡の圭一 / 歌 - ガチャトリアンズ

### 各話リスト
| 話数 | 放送日        | サブタイトル                 |
| ---- | ------------- | ---------------------------- |
| １   | 1966年 5月5日 | ハリケーン小僧のお通りだい   |
| ２   | 5月12日       | ケンカとメシはおれにまかせろ |
| ３   | 5月19日       | 正義の味方を知らねえか       |
| ４   | 5月26日       | がむしゃら名投手誕生         |
| ５   | 6月2日        | 武士はあいみたがい           |
| ６   | 6月9日        | 餓死寸前                     |
| ７   | 6月16日       | チューリップ大使あらわる     |
| ８   | 6月23日       | マンガ戦争                   |
| ９   | 6月30日       | へんな外人                   |
| 10   | 7月7日        | やると思えばどこまでやるぞ！ |
| 11   | 7月14日       | オンボロボートでぶっとばせ！ |
| 12   | 7月21日       | 特ダネ作戦                   |
| 13   | 7月28日       | チビの中のチビ一匹           |
| 14   | 8月4日        | 岩波、国松をきたえる         |
| 15   | 8月11日       | よらばきるぞ、えーいっ！     |
| 16   | 8月18日       | 国松の友情                   |
| 17   | 8月25日       | おれは決闘にいく！           |
| 18   | 9月1日        | 山男よくきけよ               |
| 19   | 9月8日        | 旅ガラスがやって来た         |
| 20   | 9月15日       | 走れ一万メートル！           |
| 21   | 9月22日       | 弱虫くん今日は               |
| 22   | 9月29日       | ヒマラヤは俺のもの           |
| 23   | 10月6日       | 国松最後の日                 |
| 24   | 10月13日      | 必殺の背負い投げ             |
| 25   | 10月20日      | あくたれメガネ               |
| 26   | 10月27日      | とんだアルバイト             |
| 27   | 11月3日       | ノーベル賞は俺のもの         |
| 28   | 11月10日      | ガリベン対ガリスポ           |
| 29   | 11月17日      | 星の王子さま                 |
| 30   | 11月24日      | おれにまかせておけ           |
| 31   | 12月1日       | 俺は天下のパイロット         |
| 32   | 12月8日       | 四拍子で踊ろう               |
| 33   | 12月15日      | シュプールNo.25              |
| 34   | 12月22日      | 雪の国から来た少女           |
| 35   | 12月29日      | 国松の火の用心               |
| 36   | 1967年 1月5日 | 春だとびだせあばれん坊       |
| 37   | 1月12日       | 正義の味方は俺一人           |
| 38   | 1月19日       | 新拳闘部だどんとこい         |
| 39   | 1月26日       | とぶぞ鉄拳うなるぞパンチ     |
| 40   | 2月2日        | 城山の決闘                   |
| 41   | 2月9日        | 補欠部員全員集合             |
| 42   | 2月16日       | ド盲剣法（前編）             |
| 43   | 2月23日       | ド盲剣法（後編）             |
| 44   | 3月2日        | みんな坊主になれ             |
| 45   | 3月9日        | 国松火山の爆発だい           |
| 46   | 3月16日       | これが合気道だ               |
| 47   | 3月23日       | 危うし！ハリス学園           |
| 48   | 3月30日       | アニキ商売は楽じゃない       |
| 49   | 4月6日        | おれは秀才だ                 |
| 50   | 4月13日       | ひとりぼっちの国松           |
| 51   | 4月20日       | 国松いつかえる               |
| 52   | 4月27日       | おれはハリス学園に帰るんだ   |
| 53   | 5月4日        | アメラグの卵                 |
| 54   | 5月11日       | タッチ・ダウン作戦           |
| 55   | 5月18日       | 俺は挑戦する                 |
| 56   | 5月25日       | 国松剣法ハエタタキ           |
| 57   | 6月1日        | ピカピカの心                 |
| 58   | 6月8日        | しごかれる国松               |
| 59   | 6月15日       | 国松・オチャラの交換日記     |
| 60   | 6月22日       | 大阪行超特急                 |
| 61   | 6月29日       | 国松と名犬ロンリー           |
| 62   | 7月6日        | がんばれメガトン             |
| 63   | 7月13日       | 友情のRHマイナス             |
| 64   | 7月20日       | サボテンX                    |
| 65   | 7月27日       | 金髪のジェニー               |
| 66   | 8月3日        | おれは蒸発する               |
| 67   | 8月10日       | さようならロンリー           |
| 68   | 8月17日       | 黄金の優勝杯                 |
| 69   | 8月24日       | サハラ東郷登場す             |
| 70   | 8月31日       | サヨウナラ!!石田国松         |

### 放送局
- フジテレビ : 木曜 19:00 - 19:30
- 札幌テレビ : 木曜 19:00 - 19:30[12]
- 青森放送 : 日曜 18:00 - 18:30[13]
- 岩手放送 : 日曜 18:00 - 18:30[14]
- 秋田放送 : 日曜 18:00 - 18:30[15]
- 山形放送 : 木曜 18:15 - 18:45[16]
- 仙台放送 : 木曜 19:00 - 19:30[17]
- 福島テレビ : 木曜 18:15 - 18:45[18]
- 新潟放送 : 火曜 18:00 - 18:30[19]
- 北日本放送：火曜 19:00 - 19:30[20]
- 北陸放送：月曜 18:00 - 18:30[20]
- 福井放送：金曜 18:00 - 18:30[20]
- 山梨放送：水曜 18:15 - 18:45[21]
- 信越放送：月曜 18:00 - 18:30[22]
- 静岡放送：日曜 14:00 - 14:30[23]
- 東海テレビ：木曜 19:00 - 19:30[24]
- 関西テレビ：木曜 19:00 - 19:30[25]
- 日本海テレビ
- 山陰放送：月曜 18:00 - 18:30[26]
- 山陽放送
- 広島テレビ：木曜 19:00 - 19:30[27]
- 四国放送：土曜 18:00 - 18:30[25]
- 西日本放送：木曜 19:00 - 19:30[25]
- 山口放送：木曜 18:00 - 18:30[27]
- 南海放送：木曜 18:00 - 18:30[27]
- テレビ西日本：木曜 19:00 - 19:30[28]
- 長崎放送：金曜 18:00 - 18:30[28]
- 熊本放送：金曜 18:00 - 18:30[28]
- 大分放送：月曜 18:00 - 18:30[27]
- 宮崎放送：木曜 18:00 - 18:30[29]
- 南日本放送：金曜 18:00 - 18:30[29]
- 沖縄テレビ：日曜 18:30 - 19:00[30]

### 最高視聴率
（ビデオリサーチ調べ、関東地区）
- 本放送時：31.8% （1967年4月20日放送分）
- 日本テレビでの再放送時：28.9% （1968年2月19日放送分）

### 映像ソフト化
- 1985年、ジャパンホームビデオから4話分を収録したVHSとβのビデオソフトが発売された。同社からは同時期に、同じくピー・プロダクション制作の『0戦はやと』のビデオソフトも発売されている。
- 長年、一部のポジフィルムを除いて殆ど現存していないとされていたが、後に全話分のフィルムが奇跡的に発見された。全話を収録したDVD全10巻が2004年5月12日 - 同年9月8日にかけて発売された。ただし、第64話「サボテンX」は音声素材が行方不明になっており、映像素材に台本から起こした字幕を付けて特典映像扱いで収録されている。
- これより前に東映ビデオから発売された『TVアニメ主題歌全集・ピープロ編』（ビデオソフトのみ）にはオープニングフィルムが収録されていたが、そのフィルムはラストの提供クレジットが無い再放送用のフィルムであった。提供クレジットのあるフィルムはDVD版に収録されている。